# William Griffith
Pour les articles homonymes, voir Griffith.
William Griffith est un médecin, un naturaliste et un  botaniste britannique, né le 4 mars 1810 et mort le 9 février 1845.

## Biographie
Il est chirurgien dans la région de Tenasserim en Birmanie. Il étudie la flore locale et fait des voyages scientifiques dans la vallée de la rivière Barak dans l’Assam. Il explore également diverses régions de Birmanie, remonte les rivières dont l’Irrawadi jusqu’à Rangoon. Il visite les hauts plateaux de Sikkim et des régions himalayennes autour de Shimla. Il est nommé à Melaka où il meurt d’une maladie parasitaire du foie. Il est membre de la Société linnéenne de Londres.

### Liste partielle des publications
- 1847 : Journals of Travels in Assam Burma Bootan Affghanistan and the Neighbouring Countries - Bishop's College Press, Calcutta ; réédité en 2001 chez Munshiram Manoharlal Publishers, New Delhi.
- 1847 : Posthumous papers bequeathed to the honorable the East India company - Volume I. Ed. Ch'eng Wen Pub. Co. xxix + 520 pp. Téléchargeable
- 1847 : Icones plantarum asiaticarum ...: Development of organs in phanærogamous plants - Ed. Bishop's College Press. 661 pp. Téléchargeable